# Hemitaurichthys
Hemitaurichthys – rodzaj morskich ryb z rodziny chetonikowatych. Hodowane w akwariach morskich.

## Zasięg występowania
Ocean Indyjski i Ocean Spokojny

## Klasyfikacja
Gatunki zaliczane do tego rodzaju:

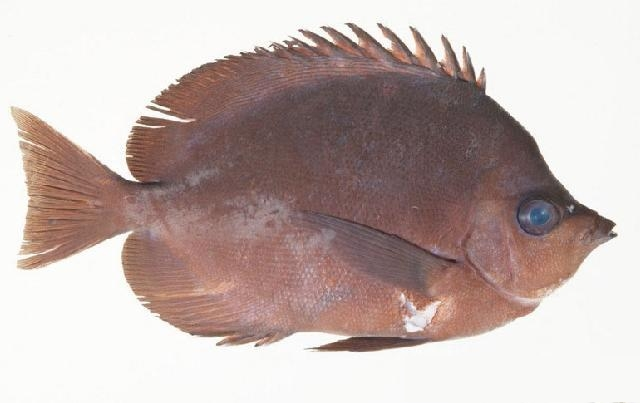
Hemitaurichthys multispinosus
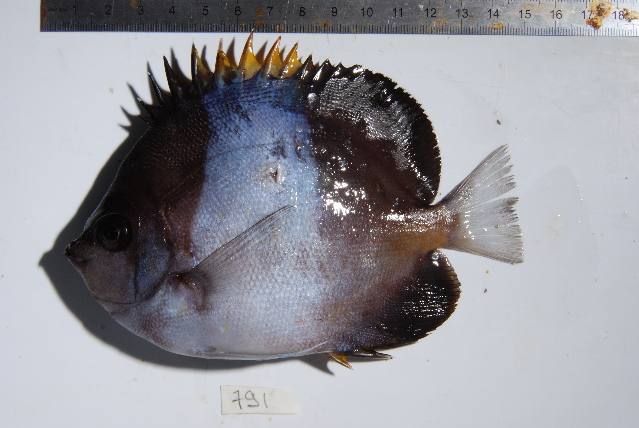
Hemitaurichthys polylepis
- Hemitaurichthys thompsoni
- Hemitaurichthys zoster

- Hemitaurichthys thompsoni
- Hemitaurichthys zoster